# Habrobracon pillerianae
Habrobracon pillerianae är en stekelart som beskrevs av Fischer 1980. Habrobracon pillerianae ingår i släktet Habrobracon och familjen bracksteklar. Inga underarter finns listade i Catalogue of Life.